# Michael Boley
Michael Boley (Gadsden, 24 agosto 1982) è un giocatore di football americano, di nazionalità statunitense, che gioca nel ruolo di outside linebacker per i New York Giants della National Football League (NFL). Fu scelto nel corso del quinto giro (160º assoluto) del Draft NFL 2005 dagli Atlanta Falcons. Al college ha giocato a football all'Università del Mississippi del Sud.

## Carriera professionistica

### Atlanta Falcons
Boley fu scelto dagli Atlanta Falcons nel corso del quinto giro del Draft 2005. Egli fu nominato titolare nella sua annata da rookie dopo che Edgerton Hartwell si ruppe il tendine d'Achille. Nei quattro anni trascorsi in Georgia, Michael giocò come titolate 52 delle 64 gare disputate, facendo registrare 330 tackle, 6 sack e 5 intercetti. Dopo la stagione 2008, il giocatore divenne free agent.

### New York Giants
Il 27 febbraio 2009, Boley firmò un contratto quinquennale, del valore di 25 milioni di dollari, coi New York Giants. Nelle prime due stagioni con la nuova franchigia disputò 27 partite di cui 26 come titolare, rispettivamente con 84 e 86 tackle e un sack per stagione.
Nella stagione 2011, Michael giocò 14 gare nella stagione regolare, tutte, tranne una, come titolare con 93 tackle (secondo massimo in carriera), un sack e tre passaggi deviati. I Giants conclusero la stagione con un record di 9-7, qualificandosi per un soffio ai playoff grazie alla vittoria decisiva sui Cowboys. Nella off-season, essi eliminarono nell'ordine gli Atlanta Falcons, i favoritissimi e campioni in carica Green Bay Packers e nella finale della NFC i San Francisco 49ers. Il 5 febbraio 2012, Boley partì come titolare nel Super Bowl XLVI, vinto contro i New England Patriots 21-17, laureandosi per la prima volta campione NFL.
Il 5 settembre 2012, nella prima gara della nuova stagione, i Dallas Cowboys si vendicarono dei New York Giants campioni in carica che li avevano esclusi dalla corsa ai playoff l'annata precedente, vincendo 24-17 in trasferta. Nella partita Boley mise a segno un intercetto su Tony Romo. Nel turno successivo, vinto in rimonta contro i Tampa Bay Buccaneers, Boley mise a segno un altro intercetto su Josh Freeman. Nel Thursday Night Football della settimana 3 vinto contro i Carolina Panthers, Michael mise a segno il terzo intercetto consecutivo ai danni di Cam Newton, oltre a 6 tackle e 0,5 sack.

## Palmarès

### Franchigia
- Super Bowl : 1

New York Giants:XLVI

### Individuale
- PFWA All-Rookie Team - 2005

## Statistiche
| Partite totali             | 105 |
| Partite totali da titolare | 91  |
| Tackle totali              | 593 |
| Intercetti fatti           | 5   |
| Fumble forzati             | 8   |